# Caspar Hackrodt
Caspar Hackrodt, auch Caspar Hackrott, war ein deutscher evangelischer Theologe und Kirchenlieddichter des 16. Jahrhunderts. Seit 1545 war er Prediger an der Sankt-Jacobi-Kirche in Hamburg. Im Streit um die Höllenfahrt Christi nahm Hackrodt Stellung gegen Johannes Aepinus, weshalb er mit zwei anderen Gegnern Aepinus’ am 26. April oder am 11. Oktober 1551 der Stadt verwiesen wurde. Mehr über Hackrodts Leben ist nicht bekannt. Auch verfasste er ein Kirchenlied niederdeutscher Sprache, das zuerst im Enchiridion geistlicher Lieder und Psalmen zu Hamburg 1558 abgedruckt wurde.